# Cratere Vassi
Vassi  è un cratere sulla superficie di Venere.